# キャンディマフィア
キャンディマフィア、ないし、キャンディ・マフィア（Candy Mafia、タイ語: แคนดี้มาเฟีย）は、タイ王国のアイドル・グループ。
2009年に、オリジナル・メンバーの4人編成で、シングル「Mafiia」でデビュー。2010年に、新たなメンバーが加わり5人編成となったが、その後また4人編成となった。
国外での活動も模索し、英語の歌詞による吹き込みもおこなった。タイの音楽グループの中では、K-POPに近い趣向のもののひとつと評され、大韓民国には度々プロモーション活動を展開し、2012年には麗水市で開催されたアジア・ソング・フェスティバルに出演した。

## メンバー
オリジナル・メンバーは、ネット、バムバム、ガーン、ヌンの4人で2009年にデビューした後、2010年にミウが加入し、その後ヌンが脱退して4人編成に戻った。
- ネット (Nett) - 本名：パナサヤー・キッティガタークン (Panasaya Kittigthakul,เน็ท-ปนัสยา กิตติกถากุล)
  - 1995年9月9日生まれ、リーダー、ボーカル
- バムバム (Bambam) - 本名：ワルントン・ティアムサック (Warunthorn Thiemsak, แบมแบม-วรุณธร เทียมศักดิ์)
  - 1996年2月18日生まれ、ラップ、ボーカル
- ガーン (Garn) - 本名：ランシット・ナオワクーン (Rangsit Nouvakool,กาญจน์-รังสิต เนาวกูล)
  - 1995年10月13日生まれ、メインボーカル
- ヌン (Nune)
  - 1996年1月9日生まれ、ラップ、ボーカル、2012年ころまでで脱退

- ミウ (Milk) - 本名：ナトナリー・アナンラクサカーン(MILK-Natnaree Ananlaksakarn,มิ้ว-ณัฐนรี อนันต์ลักษณ์การ)
  - 1995年9月6日生まれ、ボーカル、2010年に加入

## ディスコグラフィ

### アルバム
- Candy Mafia - 2012年1月13日

### シングル
（シングルCDのリリースは確認できないが、デジタル配信され、公式MVが公開されているものを含む）
オリジナル・メンバーの4人編成
- Mafia[1][4] - 2009年1月29日

ミウ加入後の5人編成
- Alzheimer[5] - 2010年7月27日
- Blink Blink[6] - 2010年11月17日
- Low Sugar[7] - 2011年7月15日
- Honey Honey[8] - 2011年11月3日
- เพื่อนกันพูดไม่ได้ทุกเรื่อง (Your Friend Can’t Tell You Everything)[9] - 2012年2月22日

ヌン脱退後の4人編成
- Cliché[10] - 2013年4月16日
- Automatic[2][11] - 2013年10月
- My Boy[12] - 2014年4月